# Catherine Siachoque
María Alexandra "Catherine Siachoque" Gaete (sinh ngày 21 tháng 1 năm 1972) là một nữ diễn viên người Colombia nổi tiếng nhất với vai diễn (chủ yếu là nhân vật phản diện) trong nhiều telenovela.

## Cuộc đời
Siachoque được sinh ra ở Tunja, Colombia bởi Felix Siachoque và Blanca Gaete.

## Sự nghiệp
Siachoque đã xuất hiện trong loạt sản phẩm Telemundo như Pecados ajenos, Tierra de Pasiones, T Te voy a enseñar a querer, La Venganza, Amantes del Desierto, và loạt phim truyền hình có tên Decisiones. Mặc dù cô đã trở thành một diễn viên quen thuộc với vai diễn nhân vật phản diện, một số phim cô cũng đóng vai là một nhân vật tốt như Doña Hilda de Santana trong Telemundo telenovela Sin Senos no hay Paraíso. Trong năm 2010, cô trở lại với nhân vật phản diện với vai diễn Cecilia Altamira trong phiên bản làm lại của Telemundo có tên là ¿Dónde Está Elisa ?. Năm 2011, cô đóng vai một nhân vật phức tạp trong một bản làm lại telenovela khác do Telemundo, La Casa de al Lado sản xuất, trong đó cô là tình nhân (amante) của một nhân vật được họa sĩ Miguel Varoni thủ vai, trong đó cô hợp tác với Maritza Rodríguez, Gabriel Porras, và Karla Monroig. Vào năm 2014, cô đánh dấu vai phản diện của cô trong Reina de Corazónes, với sự tham gia của Paola Núñez, Eugenio Siller và Juan Soler. Từ năm 2016, cô đã đóng vai nhân vật Hilda Santana trong Sin senos sí hay paraíso.

## Đời tư
Cô đã kết hôn với nam diễn viên người Argentina và đạo diễn Miguel Varoni từ năm 1999 nhưng họ đã ở bên nhau từ năm 1996. Họ gặp nhau ở Las Juanas, trong telenovela đó, cả hai đều có vai diễn.

## Sự nghiệp diễn xuất
| Năm       | Tiêu đề                   | Vai diễn                          | Ghi chú                         |
| --------- | ------------------------- | --------------------------------- | ------------------------------- |
| 1994      | Mambo                     | Vai diễn vô danh                  |                                 |
| 1995      | Sobrevivir                | Vai diễn vô danh                  |                                 |
| 1996      | La sombra del deseo       | Lorena Núñez                      |                                 |
| 1997      | Las Juanas                | Juana Caridad                     | Vai chính; 109 tập              |
| 1998      | La sombra del arco iris   | Silvia Stella Graniani            |                                 |
| 1999      | La guerra de las Rosas    | Rosa Emilia Carrillo              | Vai chính; 161 tập              |
| 2001      | Amantes del desierto      | Micaela Fernández                 | Vai phản diện chính; 110 tập    |
| 2002      | La venganza               | Grazzia Fontana                   | Vai phản diện chính; 127 tập    |
| 2004      | Te voy a enseñar a querer | Deborah Buenrostro                | Vai phản diện chính; 127 tập    |
| 2005–2006 | Decisiones                | Gabriela / Mariana Valencia       | Tập: "Todo queda en la familia" |
| 2005–2006 | Decisiones                | Alma                              | Tập: "Marcada para siempre"     |
| 2006      | Tierra de pasiones        | Marcia Hernández                  | Vai phản diện chính; 172 tập    |
| 2007–2008 | Pecados ajenos            | Inés Vallejo                      | Vai phản diện chính; 167 tập    |
| 2008–2009 | Sin senos no hay paraíso  | Hilda Santana Flores "Doña Hilda" | Vai chính; 105 tập              |
| 2010      | ¿Dónde está Elisa?        | Cecilia Altamira de Cacéres       | Vai phản diện chính; 106 tập    |
| 2011–2012 | La casa de al lado        | Ignacia Conde Spencer             | Vai phản diện; 141 tập          |
| 2014      | Reina de corazones        | Estefanía Pérez Hidalgo           | Vai phản diện chính; 140 tập    |
| 2016–2018 | Sin senos sí hay paraíso  | Hilda Santana Flores "Doña Hilda" | Vai chính (mùa 1-3); 240 tập    |
| 2017      | La Fan                    | Isabel Pinzón                     | 2 tập                           |
| 2019      | El final del paraíso      | Hilda Santana Flores "Doña Hilda" | Vai chính (mùa 4); 82 tập       |